# علاج اعادة التدريب على الطنين
علاج إعادة التدريب على الطنين (بالإنجليزية: Tinnitus retraining therapy اختصاراً TRT) هو شكل من أشكال العلاج التعويضي المصمم لمساعدة الأشخاص الذين يعانون من طنين الأذن أو الرنين أو الأز أو الهسهسة أو أي صوت آخر في الأذنين في حالة عدم وجود صوت خارجي. هناك مكونان رئيسيان من علاج إعادة تدريب الطنين يتبعان مباشرة النموذج العصبي الفسيولوجي لطنين الأذن. يتضمن أحد هذه المبادئ الاستشارة التوجيهية التي تهدف إلى إعادة تصنيف طنين الأذن إلى فئة من الإشارات المحايدة، بينما يتضمن الآخر العلاج الصوتي[بحاجة لمصدر] الذي يهدف إلى إضعاف النشاط العصبي المرتبط بطنين الأذن.
الهدف من علاج إعادة التدريب على طنين الأذن هو التحكم في رد الفعل تجاه طنين الأذن، وبالتالي السماح ببدء التعود والعودة إلى المستويات السابقة من الإدراك. من البدائل العلاجية لإعادة تدريب الطنين إخفاء طنين الأذن أو استخدام الضوضاء أو الموسيقى أو الأصوات البيئية الأخرى لإخفاء طنين الأذن. يمكن أن توفر المعينات السمعية تأثير إخفاء جزئي للحالة. تشير نتائج مراجعة تجارب العلاج بإعادة التدريب على الطنين إلى أنه قد يكون علاجاً أكثر فعالية من إخفاء طنين الأذن.
| Tinnitus retraining therapy | Tinnitus retraining therapy |
| --------------------------- | --------------------------- |
|                             |                             |
| الاختصاص                    | أخصائي سمع                  |
|                             |                             |

## القابلية للتطبيق
ليس كل من يعاني من الطنين يتضايق منه بشكل كبير. ومع ذلك، فإنّ بعض المشاكل التي يسببها طنين الأذن تشمل الانزعاج والقلق والذعر وفقدان النوم و/أو التركيز. ترتبط ضائقة الطنين بقوة بعوامل نفسية مختلفة. جهارة الصوت ومدته وخصائص الطنين الأخرى هي خصائص ثانوية.
قد يقدم علاج إعادة التدريب على طنين الأذن تحسناً حقيقياً وإن كان متوسطاً في معاناة الطنين للبالغين الذين يعانون من طنين متوسط إلى شديد، في غياب احتداد السمع وفقدان السمع و/أو الاكتئاب. ليس كل شخص مرشحاً جيداً لعلاج إعادة التدريب على طنين الأذن. العوامل المرتبطة بملاءمة علاج إعادة التدريب على الطنين والاستعداد لنتائج إيجابية هي: انخفاض جهارة طنين الأذن، وارتفاع درجة طنين الأذن، ومدة أقصر لطنين الأذن منذ البداية، والتعرف على توهين الطنين بواسطة مولد الصوت، وانخفاض عتبات السمع (أي سمع أفضل)، وارتفاع نتيجة جرد طنين الأذن والموقف الإيجابي تجاه العلاج.

### أعراض سمعية ثانوية أخرى
على الرغم من عدم وجود أي دراسات حديثة خلصت إلى العلاج الأمثل، فقد تم تطبيق علاج إعادة التدريب على الطنين في علاج احتداد السمع، والميزوفونيا، ورهاب الصوت.

## سبب

### الأساس الفسيولوجي
اقتُرح أنّ طنين الأذن ناتج عن آليات تولد نشاطاً عصبيًا غير طبيعي، وعلى وجه التحديد آلية واحدة تسمى الضرر المتباين (الخلل الوظيفي) لخلايا الشعر الخارجية والداخلية في القوقعة.

### النموذج النفسي
انظر أيضًا: اللدونة العصبية
الأساس النفسي لعلاج إعادة تدريب طنين الأذن تنبع من حقيقة أن الدماغ يُظهر مستوى عالٍ من اللدونة. وهذا بدوره يسمح لها بالتكيف مع أي إشارات حسية طالما أنها لا تؤدي إلى تأثيرات سلبية. علاج إعادة تدريب الطنين يُنسب إلى العمل عن طريق التدخل في النشاط العصبي الذي يسبب طنين الأذن في مصدره، وذلك لمنعه من الانتشار إلى الأجهزة العصبية الأخرى مثل الجهاز الحوفي والجهاز العصبي اللاإرادي.

## منهجيات

### تصنيف
يتم تصنيف العملاء إلى خمس فئات. هذه الفئات مرقمة من صفر إلى أربعة، وتستند إلى ما إذا كان المريض يعاني من طنين الأذن مع فقدان السمع، وطنين الأذن مع فقدان السمع، وطنين الأذن المصحوب بفقدان السمع واحتداد السمع، وطنين الأذن المصحوب بفقدان السمع واحتداد السمع لفترة طويلة من الوقت.

### تقديم المشورة
مزيد من المعلومات: علاج معرفي سلوكي
قد يغير المكوّن الأول من علاج إعادة التدريب على طنين الأذن، وهو الاستشارة التوجيهية، الطريقة التي يُنظر بها إلى الطنين. يتم تعليم المريض المعرفة الأساسية عن الجهاز السمعي ووظيفته وآلية توليد الطنين والانزعاج المرتبط بطنين الأذن. إن تكرار هذه النقاط في زيارات المتابعة يساعد المريض على إدراك الإشارة على أنها ليست خطرة.

## فعالية
إن قياس فعالية علاج إعادة التدريب على طنين الأذن محاط بعوامل محيرة: الإبلاغ عن طنين الأذن أمر شخصي تماماً وبالتالي لا يمكن الاعتماد عليه؛ طنين الأذن أو على الأقل تصور الأشخاص له يختلف بمرور الوقت والتقييمات المتكررة غير متسقة. لاحظ الباحثون أن هناك عنصراً كبيراً وهميًا لإدارة طنين الأذن. في العديد من ممارسات العلاج التجاري لإعادة تدريب الطنين، هناك نسبة كبيرة من المتسربين؛
يفتقر محتوى هذه المقالة إلى الاستشهاد بمصادر. فضلاً، ساهم في تطوير هذه المقالة من خلال إضافة مصادر موثوقة. أي معلومات غير موثقة يمكن التشكيك بها وإزالتها.
قد لا تأخذ نسب «النجاح» هذه الموضوعات بعين الاعتبار.
هناك عدد قليل من الدراسات المتاحة، ولكن معظمها يظهر أن الطنين يتراجع بشكل طبيعي بمرور الوقت (سنوات) في نسبة كبيرة من الأشخاص الذين شملهم الاستطلاع، دون أي علاج. يميل الانزعاج من طنين الأذن أيضاً إلى الانخفاض بمرور الوقت. في بعض الحالات على الأقل، يختفي طنين الأذن تلقائياً.
وجدت مراجعة كوكرين دراسة واحدة فقط صارمة بما فيه الكفاية لعلاج إعادة تدريب الطنين وأشار إلى أنه بينما اقترحت الدراسة فائدة في علاج طنين الأذن، فإن جودة الدراسة لم تكن جيدة بما يكفي لاستخلاص استنتاجات مؤكدة.  لم تجد مراجعة كوكرين المنفصلة للعلاج الصوتي (على الرغم من تسميتها إخفاء)، وهي جزء لا يتجزأ من علاج إعادة تدريب الطنين، أي دليل مقنع على فعالية العلاج الصوتي في علاج طنين الأذن.
تم التلخيص في مجلة ذا لانسيت إلى أنه في الدراسة المناسبة الوحيدة، كان علاج إعادة التدريب على الطنين أكثر فعالية من الإخفاء. في دراسة أخرى تم فيها استخدام علاج إعادة تدريب الطنين كمنهجية تحكم، أظهر علاج إعادة تدريب الطنين فائدة صغيرة. وجدت دراسة قارنت العلاج السلوكي المعرفي بالاقتران مع الجزء الإرشادي من علاج إعادة التدريب على طنين الأذن مقابل الرعاية القياسية (الأنف والأذن والحنجرة، أخصائي السمع، القناع، المعينات السمعية) وجدت أن الرعاية المتخصصة كان لها تأثير إيجابي على نوعية الحياة وكذلك مقاييس معينة لطنين الأذن.

## ممارسة سريرية
علاج أنشطة طنين الأذن هو تكيّف إكلينيكي لعلاج إعادة تدريب الطنين الذي يركز على أربعة مجالات: الأفكار والعواطف، والسمع والتواصل، والنوم، والتركيز.
التدبير التدريجي لطنين الأذن هو بروتوكول سريري منظم من 5 خطوات لإدارة طنين الأذن والذي قد يشمل علاج إعادة تدريب الطنين. الخطوات الخمس هي:
1. الفرز - تحديد الإحالة المناسبة، أي السمع، والأنف والأذن والحنجرة، والتدخل الطبي الطارئ، أو تقييم الصحة العقلية؛
2. التقييم السمعي لفقدان السمع وطنين الأذن واحتداد السمع وأعراض أخرى؛
3. التثقيف الجماعي حول أسباب وعلاج طنين الأذن؛
4. تقييم متعدد التخصصات من طنين الأذن.
5. التدبير الفردي لطنين الأذن.[13]

توظف وزارة شؤون المحاربين القدامى في الولايات المتحدة الآن الإدارة التقدمية لطنين الأذن لمساعدة المرضى على إدارة طنين الأذن بأنفسهم.

## بحث
- قد يكون العلاج الصوتي لطنين الأذن أكثر فاعلية إذا كان الصوت منقوشاً (أي متغير في التردد أو السعة) وليس ثابتاً.[15]

- بالنسبة للأشخاص الذين يعانون من طنين الأذن الشديد أو المعوق، فإن التقنيات التي لا تتطلب سوى الحد الأدنى من العمليات الجراحية التي تنطوي على التحفيز المغناطيسي أو الكهربائي لمناطق الدماغ المشاركة في المعالجة السمعية قد تمنع طنين الأذن.[16]

- العلاج بالموسيقى المسننة، حيث يتم تغيير الموسيقى العادية بواسطة مرشح درجة أوكتاف واحد يتمركز عند تردد الطنين، قد يقلل من طنين الأذن.[17]

## بدائل

### العلاج السلوكي المعرفي
كما تم استخدام العلاج السلوكي المعرفي، وهو الجزء الإرشادي من علاج إعادة تدريب الطنين، كنوع عام من الاستشارة النفسية والسلوكية، من تلقاء نفسه في إدارة طنين الأذن.

### مساعدات للسمع
إذا كان طنين الأذن مرتبطًا بفقدان السمع، فإن أداة مساعدة السمع المضبوطة التي تضخم الصوت في النطاق الترددي لفقدان السمع (عادةً الترددات العالية) قد تخفي طنين الأذن بشكل فعال عن طريق رفع مستوى الصوت البيئي، بالإضافة إلى فائدة استعادة السمع.

### قناع
أنظر أيضا: خافي الطنين
يمكن استخدام مولدات الضوضاء البيضاء أو الموسيقى البيئية لتوفير مستوى ضوضاء في الخلفية ذي سعة كافية بحيث «يخفي» طنين الأذن كلياً أو جزئيًا (قناع الطنين). تتوفر أيضاً المعينات السمعية المركبة التي تجمع بين التضخيم وتوليد الضوضاء البيضاء.

### أخرى
تم اقتراح العديد من طرق العلاج الأخرى لإعادة التدريب بخلاف طنين الأذن لعلاج طنين الأذن أو إدارته.
- دوائي - لم تتم الموافقة على أي دواء من قبل إدارة الغذاء والدواء الأمريكية لعلاج طنين الأذن. ومع ذلك، تم وصف العديد من العلاجات الدوائية، بما في ذلك مضادات الاكتئاب ومزيلات القلق وموسعات الأوعية والمواد الفعالة في الأوعية والليدوكائين في الوريد لعلاج طنين الأذن.[20]

- نمط الحياة والدعم - قد تؤدي أشياء مثل الضوضاء العالية والكحول والكافيين والنيكوتين والبيئات الهادئة والظروف النفسية مثل التوتر والاكتئاب إلى تفاقم طنين الأذن. قد يساعد تقليل أو السيطرة على هذه الحالة.

- الطب البديل - يتم الإعلان عن مستحضرات الفيتامينات ومضادات الأكسدة والعشبية (لا سيما خلاصة الجنكة بيلوبا، وتسمى أيضًا EGb761) كعلاجات  لطنين الأذن. ومع ذلك، لم تتم الموافقة على أي منها من قبل إدارة الغذاء والدواء، ولا توجد تجارب سريرية خاضعة للرقابة بشأن فعاليتها.

## اقرأ أيضاً
- إشراط استثابي